# Koptyjski Kościół Zwiastowania w Nazarecie
Koptyjski Kościół Zwiastowania w Nazarecie – kościół koptyjski położony w mieście Nazaret, na północy Izraela. Jest on pod wezwaniem Zwiastowania Pańskiego.

## Historia
Koptyjska społeczność przybyła do Nazaretu pod koniec XIX wieku. Kościół Zwiastowania został wybudowany w 1952 roku z inicjatywy ówczesnego patriarchy Basiliusa. Wszystkie prace budowlane zostały dobrowolnie wykonane przez członków tutejszej społeczności koptyjskiej.

## Opis budowli
Kościół jest otoczony kamiennym murem z bramą umożliwiającą wejście na wewnętrzny dziedziniec. Nad bramą widnieje krucyfiks. Świątynia jest dwukondygnacyjną budowlą. Fasada posiada po swoich bokach dwie kwadratowe wieże (trzykondygnacyjne) z czerwonymi dachami.

## Turystyka
Zwiedzanie kościoła jest możliwe po wcześniejszym uzgodnieniu.